# Xã Lawrence, Quận Osborne, Kansas
Xã Lawrence (tiếng Anh: Lawrence Township) là một xã thuộc quận Osborne, tiểu bang Kansas, Hoa Kỳ. Năm 2010, dân số của xã này là 30 người.